# Termosíntesis
La termosíntesis es un mecanismo biológico teórico propuesto por Anthonie Muller para el uso de energía libre en un gradiente térmico para alimentar reacciones anabólicas. Hace uso de este gradiente térmico, o de su estructura disipativa de convección, como un motor térmico que realiza reacciones de condensación. Por lo tanto, se genera entropía negativa. Los componentes de la termosíntesis biológica involucran a los progenitores de la ATP sintasa, que funciona según el  mecanismo de cambio de unión, dirigido por quimiosmosis. Parecidos a los procesos fisicoquímicos generadores de energía libre primitiva, basados en la absorción dependiente de la temperatura a materiales inorgánicos como arcilla, se cree que este mecanismo simple de obtención de energía puede haber sido crucial en el origen de la vida, incluyendo la aparición del Mundo de ARN. Para este mundo de ARN, proporciona un modelo que describe la adquisición gradual del conjunto de ARN de transferencia que sustenta el código genético. El árbol filogenético de los ARN de transferencia existentes es consistente con la idea.

## Termosíntesis en la Tierra
La termosíntesis todavía puede suceder en algunos organismos terrestres y extraterrestres. Sin embargo, no se conocen organismos actuales que usen la termosíntesis como fuente de energía, aunque esto pueda darse en ambientes extraterrestres sin luz disponible, como los océanos subterráneos Europa. La termosíntesis también permite un modelo sencillo para el origen de la fotosíntesis. Incluso se ha postulado como el origen de la vida animal por simbiogénesis de termosintetizadores bénticos sésiles en fumarolas hidrotermales submarinas durante el período de mundo Bola de Nieve en el Precámbrico. Se han hecho algunos experimentos para aislar organismos termosintéticos.

## Biotermosíntesis de Muller
El bioquímico y físico danés Anthonie Muller escribió muchos artículos sobre el tema desde 1983. Él definió a la biotermosíntesis como: "Motores térmicos biológicos que funcionan en el ciclo térmico" y como : "Mecanismos biológicos teóricos que sirven para ganar energía libre, postulados tentativamente como el origen de la vida."
El concepto de termosíntesis se combina además con la hipótesis del mundo de ARN. El resultado general da un modelo de abiogénesis que ofrece nuevos modelos para el surgimiento de ribozomas. Se propone que la primera proteína llamada pF(1) obtenía la energía para alimentar el mundo de ARN por la variación térmica del mecanismo de F(1) ATP sintasa. Además se propone que el pF(1) fue el producto de traslación durante la génesis de la maquinaria genética. Durante el ciclo térmico, pF (1) condensó muchos sustratos con amplia especificidad, produciendo NTP y bibliotecas de proteínas y ARN constituidas aleatoriamente que contenían ARN autorreplicante. La pequeñez de pF (1) permitió la aparición de la maquinaria genética mediante la selección de ARN que aumentó la fracción de pF (1) s en la biblioteca de proteínas: (1) un aminoácido que concatena el progenitor de rRNA unido a (2) una cadena de 'ARNts posicionales' unidos por reconocimiento mutuo, y produjeron un pF (1) (o su motivo principal); Este conjunto de ARNt posicional evolucionó gradualmente a un conjunto de ARNt regulares que funcionan de acuerdo con el código genético, con la aparición concomitante de (3) un ARNm que codifica pF (1).